# Paul Hazoumé
Pour les articles homonymes, voir Hazoumé.
Paul Hazoumé est un ethnologue, chercheur, écrivain et homme politique béninois né en 1890 à Porto-Novo (Dahomey, aujourd'hui Bénin) et mort en 1980 à Cotonou. Il a été candidat aux élections présidentielles non achevées de 1968. Il est considéré comme un « patriarche de la littérature négro-africaine d'expression française ». Son roman historique Doguicimi, publié en 1938, est un classique de la littérature africaine. Vu la qualité du style de cette œuvre, l’Académie française lui a décerné son « prix de langue française » en 1939. Le livre a été réédité en 1978 avec une préface de Robert Cornevin aux éditions G. P. Maisonneuve et Larose à Paris. La préface originelle est de Georges Hardy. Un livre coécrit par l'historien ivoiro-béninois Arthur Vido sur la vie et l'œuvre de Paul Hazoumé présente 8 photos inédites du personnage. Subdivisé en trois chapitres, l'ouvrage a pour premier chapitre : Origines et parcours d'un homme aux multiples facettes; le deuxième chapitre a pour titre : Décryptage de quelques œuvres de Paul Hazoumé; le troisième chapitre s'intitule: Paul Hazoumé, l'homme politique.

## Origines
Alomavo, le grand-père de Paul Hazoumè, originaire du Nigéria, fut le premier Lari du roi Sodji.
Il serait venu d'Igbonna au Nord d'Ilorin, dans l’État de Kwara. Alomavo s'appellerait Babajile. Adolescent, il aurait quitté son royaume à la suite d'une querelle de succession vers les années 1830. Alomavo eut cinq enfants : Yehwenu, les jumelles Oxwe et Nofohun, Dosu puis Hun-zandji.
Dosu, père de Paul Hazoumè, était pêcheur de métier. Très tôt, il se fait remarquer et faisait nourrir dans son entourage, l'espoir de devenir un grand homme.
Consacré premier Lari du roi sous le règne du roi Toffa (1874-1908), Dosu reçut le nom de Hazunmé Tenmatin.

## Œuvres
- Le Pacte de sang au Dahomey, Paris, Institut d'Ethnologie, 1937
- Doguicimi, préface de Georges Hardy, Larose, 1938 (Doguicimi de Paul Hazoumé, essais rassemblés et présentés par Robert Mane et Adrien Huannou, L'Harmattan, 1987  (ISBN 2-85802-957-1)

- Prix de la langue-française 1939 de l’Académie française
- Cinquante ans d'apostolat au  Dahomey: souvenirs de S. E. Mgr. Fr. Steinmetz, Paul Hazoumé - 1939 - 62 pages[6]